# Shaed
Shaed è un gruppo musicale statunitense formatosi nel 2011 a Washington. È costituito dalla cantante Chelsea Lee e dai produttori e musicisti Max e Spencer Ernst.

## Storia del gruppo
Il trio, che ha esordito nel 2011 come i Walking Sticks, ha adottato la denominazione Shaed cinque anni dopo. Ha in seguito firmato un contratto con la Photo Finish Records, per mezzo della quale è uscito il primo EP Just Wanna See, la cui traccia omonima ha ricevuto un video musicale a ottobre 2016. Tra la stagione autunnale del medesimo anno e i primi mesi del 2017 il gruppo è stato selezionato come artista d'apertura dei concerti dei Marian Hill, di Vérité e Bishop Briggs.
Nel 2018 è stato messo in commercio Melt, supportato da svariati estratti, che ha registrato un notevole successo, entrando nella classifica degli album statunitense e francese. Il singolo più fortunato è stato Trampoline, promosso anche da una versione alternativa con Zayn, che si è posizionato nelle classifiche di più di venti mercati, venendo successivamente certificato platino in diverse nazioni, tra cui Australia (doppio platino) e negli Stati Uniti d'America (triplo platino), oltre a un diamante ottenuto in Francia.
Nel corso del 2019 hanno dato al via alla loro prima tournée da headliner in America del Nord e hanno preso parte al festival di Coachella, oltre a collaborare con Steve Aoki e Sting in 2 in a Million.
Il 14 maggio 2021 è stato pubblicato il primo album in studio High Dive, anticipato dai singoli No Other Way, Once Upon a Time, Part Time Psycho, Osaka e Dizzy.

## Formazione
- Chelsea Lee – voce (2013-presente)
- Spencer Ernst – tastiera, batteria, chitarra, voce (2011-presente)
- Max Ernst – tastiera, batteria, chitarra, voce (2011-presente)

## Discografia

### Album in studio
- 2021 – High Dive
- 2024 – Spinning Out

### EP
- 2016 – Just Wanna See
- 2018 – Melt

### Singoli
- 2017 – Too Much
- 2017 – Lonesome
- 2018 – Trampoline (solo o con Zayn)
- 2019 – You Got Me Like (con Snny)
- 2019 – Isou/Thunder
- 2019 – 2 in a Million (con Steve Aoki e Sting)
- 2020 – No Other Way
- 2020 – Once Upon a Time
- 2021 – Part Time Psycho (con Two Feet)
- 2021 – Osaka
- 2021 – Dizzy
- 2021 – Sticky (con i Maine)
- 2021 – Colorful Campaign
- 2022 – Come as You Are
- 2024 – Everybody Knows I'm High
- 2024 – Rocket in the Sky
- 2024 – Maybe I Don't Know How

## Riconoscimenti
- iHeartRadio Music Awards
  - 2020 – Candidatura alla Canzone rock alternativa dell'anno per Trampoline[21]
  - 2020 – Miglior nuovo artista rock/alternativo[22]
  - 2020 – Miglior remix per Trampoline[22]